# Owain Glyndŵr
Owain Glyndŵr (cca 1354 nebo 1359 – cca 1416) byl knížetem Walesu a poslední rodilý Velšan, kterému byl udělen titul velšského knížete (prince). Podnítil nakonec neúspěšnou, ale dlouho trvající vzpouru proti vládě Anglie ve Walesu. Po svém otci Gruffyddu Fychanovi II. byl dědicem království Powys a po své matce dědicem Deheubarthu.

## Pozadí vzpoury

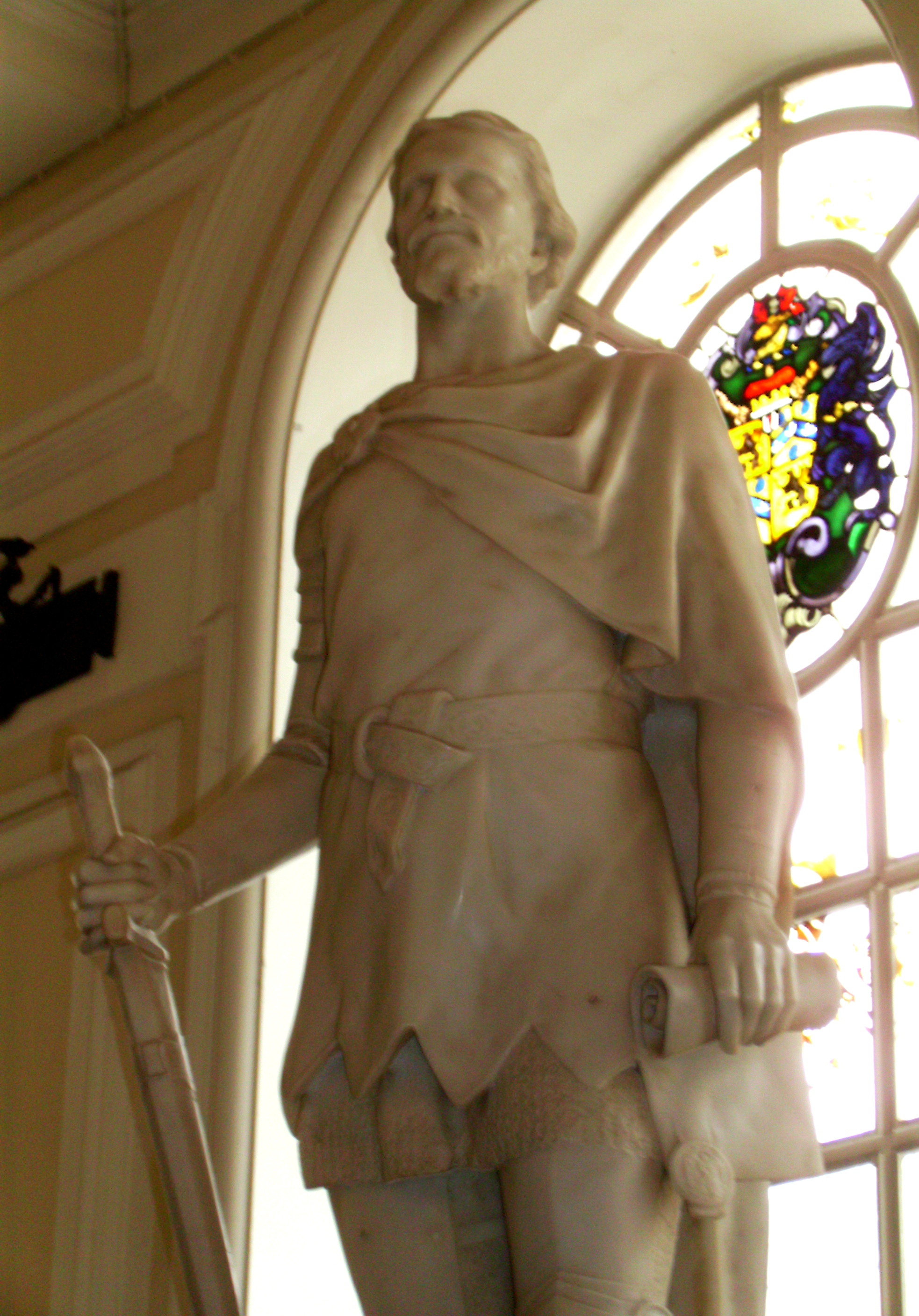
Owainova socha na radnici v Cardiffu

Události, které se odehrály na konci 90. let 14. století, nasměrovaly Owaina ke vzpouře. Jeho soused baron Grey de Ruthyn obsadil půdu, na níž si Owain činil od roku 1399 nárok u parlamentu. Roku 1400 ho lord Grey příliš pozdě informoval o královském příkazu vyslat vojsko na službu ve skotském pohraničí a byl tak schopen označit Owaina u dvora jako zrádce. Grey byl přítelem krále Jindřicha IV., který si krátce předtím přisvojil trůn, a dosáhl Owainovo odsouzení. Sesazený král Richard II. měl ve Walesu velkou podporu a v lednu 1400 vypukly v pohraničním městě Chester, po popravě několika Richardových důstojníků, nepokoje.
Tyto události vedly k tomu, že byl 16. září 1400 Owain malou skupinou svých spojenců prohlášen princem z Walesu. Po malých potyčkách na koni téhož roku se vzpoura rozšířila následující rok, kdy Owain kontroloval sever a centrum země. První velké vítězství zaznamenali Velšané v červnu u Pumlumonu. Roku 1402 vydal anglický parlament zákon potvrzující anglickou nadvládu nad Walesem, který ale přiměl mnoho Velšanů, aby se k povstání připojili.

## Vyvrcholení národního odporu
Roku 1403 se povstání dostalo do fáze, kdy mohlo být označeno národním hnutím. Velšští studenti z Oxfordu odcházeli z univerzity, aby se mohli k Owainovi připojit, velšští dělníci a obchodníci odcházeli z Anglie a vraceli se do Walesu. Stovky zkušených lučištníků a vojáků opouštělo anglické služby, aby se mohli připojit ke vzpouře.
Roku 1404, jako demonstraci své síly, svolal jednání dvora na Harlech a jmenoval svého kancléře. Krátce nato bylo svoláno jednání velšského parlamentu, kde byl korunován princem z Walesu a oznámil své plány. Vyhlásil záměr ustanovit Wales jako nezávislý stát s parlamentem a nezávislou církví. Předpokládal vznik dvou univerzit a právní řád se měl navrátit k původním velšským zákonům. Anglický odpor byl redukován do několika izolovaných hradů a ohrazených měst.

## Porážka povstání

Owainův heraldický prapor

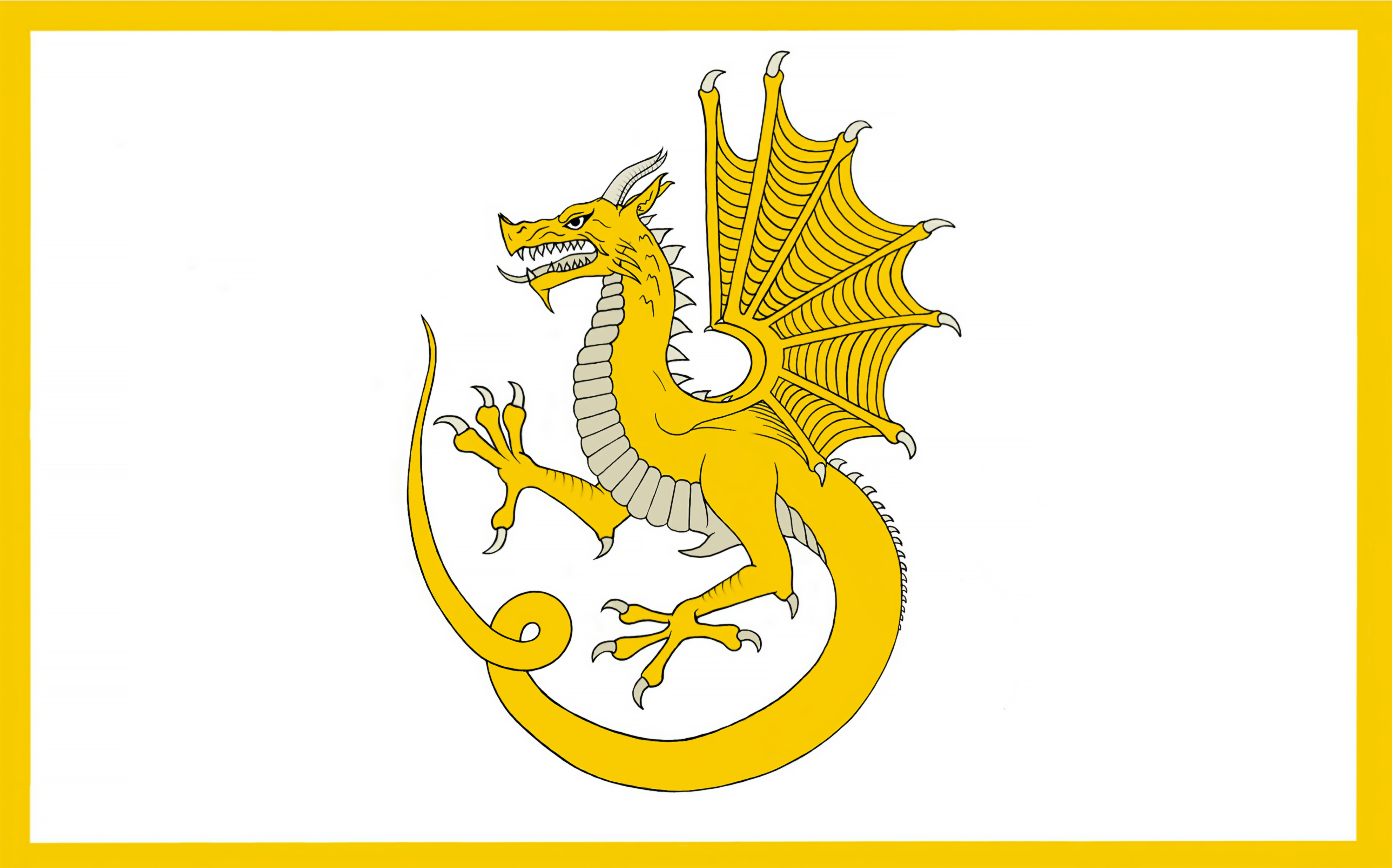
Owainův knížecí prapor (cca 1400–cca 1416), na němž je dvounohý zlatý drak

Velšanům se podařilo zajistit i podporu Francie, která chtěla využít Wales jako základny proti Anglii, ale po uzavření míru s Angličany se jejich vojáci roku 1406 ze země stáhli. Na jaře tohoto roku utrpěly síly vzbouřenců několik porážek. Velkou ztrátou pro vzbouřence byla ztráta Anglesey na konci roku.
Anglie také začala uplatňovat odlišnou strategii a místo na vojenské výpravy se zaměřila na ekonomickou blokádu. Několik hradů, které byly v jejich rukou, využívali k blokování obchodu a dodávek zbraní povstalcům. Na počátku následujícího roku se začali velšští šlechtici postupně vzdávat a na podzim roku 1407 byl obsazen i Owainův hrad Aberyswyth a roku 1409 i hrad Harlech. Owainova manželka i dvě jeho dcery byly zajaty a uvězněny v Toweru.
Owainovi se podařilo uniknout, ale byl už jen vůdcem malého guerillového vojska. Roku 1410 po vpádu do Shropshire bylo zajato mnoho vůdčích postav povstání. Roku 1412 zajal Owain velšského vůdce spojenců anglického krále Dafydda Gama a získal za něho výkupné. To byla poslední významnější akce povstání, u které byl Owain spatřen. O jeho osudu po roce 1412 neexistují žádné důvěryhodné informace. Navzdory obrovské odměně za jeho dopadení nebyl nikdy zajat a tradičně se uvádí, že po smrti byl pohřben na svém panství Sycharth.